# Дезерт Хилс (Аризона)
Дезерт Хилс (енгл. Desert Hills) насељено је место без административног статуса у америчкој савезној држави Аризона.

## Демографија
По попису из 2010. године број становника је 2.245, што је 62 (2,8%) становника више него 2000. године.
| Група             | 2000.         | 2010.         |
| Белци             | 1.942 (89,0%) | 1.878 (83,7%) |
| Афроамериканци    | 3 (0,1%)      | 10 (0,4%)     |
| Азијати           | 8 (0,4%)      | 11 (0,5%)     |
| Хиспаноамериканци | 203 (9,3%)    | 301 (13,4%)   |
| Укупно            | 2.183         | 2.245         |